# Roberto Bellarosa
Roberto Bellarosa er en belgisk sanger, som repræsenterer Belgien til Eurovision Song Contest 2013 i Malmø, Sverige, med sangen "Love Kills"